# Odenas
Odenas é uma comuna francesa na região administrativa de Auvérnia-Ródano-Alpes, no departamento de Ródano. Estende-se por uma área de 9,02 km². Em 2010 a comuna tinha 949 habitantes (densidade: 105,2 hab./km²).